# Piet de Zoete

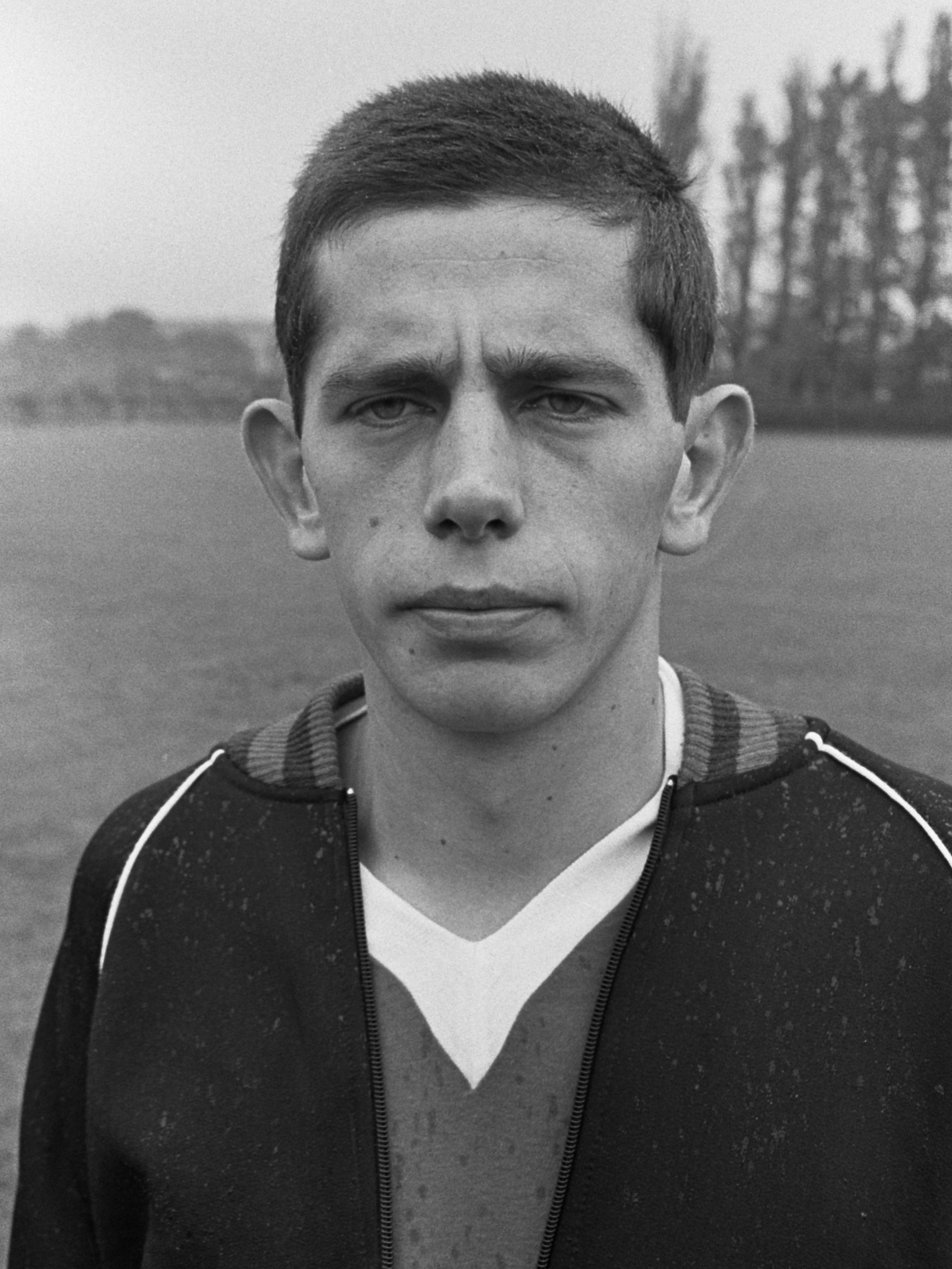
Piet de Zoete, 1966

Piet de Zoete (* 8. November 1943 in Den Haag-Loosduinen, Niederlande; † 28. Mai 2023) war ein niederländischer Fußballspieler. Er war mit ADO Den Haag niederländischer Pokalsieger und spielte dreimal in der Nederlands elftal.

## Vereinskarriere
Der in der Abwehr und im Mittelfeld einsetzbare de Zoete war von 1962 bis 1974 im Kader von ADO Den Haag, der 1971 in FC Den Haag umbenannt wurde. Als 18-Jähriger wurde er Profi und reifte unter Trainer Ernst Happel zum Stammspieler der Mannschaft, die in der Saison 1964/65 Dritter wurde, nachdem sie bereits 1963 und 1964 ins Pokalfinale vorgestoßen war. 1966 folgte ein weiterer dritter Platz in der Eredivisie und eine weitere Niederlage im Pokalfinale; durch die dritten Plätze konnten Piet de Zoete und seine Mitspieler internationale Erfahrung im Intertoto-Pokal sammeln.
Am 3. Juni 1968 stand er gemeinsam mit Spielern wie ADO-Legende Aad Mansveld, Kees Aarts und Lex Schoenmaker im heimischen Zuiderpark-Stadion in der Mannschaft, die gegen Ajax Amsterdam mit einem 2:1-Sieg im Finale nach vier vergeblichen Anläufen seit 1959 ADO den ersten Pokalsieg brachte. Anschließend spielte er für ADO auch im Europapokal und war in allen vier Partien gegen den Grazer AK und den 1. FC Köln im Einsatz.
Nachdem 1969 der Tschechoslowake Vaclav Jezek das Traineramt von Happel übernommen hatte, spielte ADO mit vielen der Spieler, die den Pokal gewonnen hatten, und neuen Kräften wie Dick Advocaat in der Spielzeit 1970/71 seine beste Saison in der Eredivisie. 17 Spieltage standen de Zoete und Co. ungeschlagen auf Platz eins, wurden letztendlich aber wieder nur Dritter und qualifizierten sich damit für den UEFA-Pokalwettbewerb, in dem die Mannschaft bereits als FC Den Haag antrat. 1972 kam de Zoete mit dem FC erneut ins Pokalfinale und konnte weitere zwei Europapokalspiele seiner Statistik zufügen. 1974 beendete er seine aktive Laufbahn bei dem Verein, bei dem der sie begonnen hatte – auch wenn der Club mittlerweile einen neuen Namen trug.

## Nationalmannschaft
Bondscoach Georg Keßler berief de Zoete 1966 erstmals in den Kader der Nationalmannschaft; am 7. September 1966 saß er allerdings gegen Ungarn in der EM-Qualifikation lediglich auf der Bank. Elf Tage später durfte er dann sein Debüt in Oranje geben; bei der 1:2-Niederlage in einem Freundschaftsspiel in Wien wechselte ihn Keßler gegen Österreich in der 79. Minute für Bennie Muller ein. Seinen ersten Einsatz in der Anfangsformation hatte er am 5. April 1967 erneut in der EM-Qualifikation; das Spiel im Zentralstadion in Leipzig verloren die Niederländer nach 2:0-Führung zur Halbzeit und einem 3:2-Zwischenstand noch mit 3:4; Henning Frenzel erzielte drei Tore für die DDR. Nach diesem Match saß de Zoete in den nächsten Begegnungen wieder auf der Bank. Lediglich am 29. November 1967 spielte er noch ein letztes Mal in der Nationalelf; in Rotterdam gegen die Sowjetunion gab es einen 3:1-Sieg.

## Trainer
Gemeinsam mit Sjaak Swart und anderen machte de Zoete seinen Trainerschein. Zunächst war er Jugend- und Assistenztrainer bei seinem Stammverein FC Den Haag. In der Saison 1980/81 übernahm er erstmals kurzzeitig als Interimstrainer die Verantwortung für die Erstligamannschaft, als er den kranken Hans Kraay sr. ersetzte. Ab 1984 war er mit verantwortlich für den Aufbau der Fußballschule beim FC Den Haag. In der Saison 1987/88 wurde er als Nachfolger von Pim van de Meent erneut Interimstrainer, konnte jedoch den Abstieg in die Eerste Divisie (zweite Liga) nicht verhindern. Seinen dritten Einsatz als Trainer hatte er vom 5. April 2001 bis Saisonende 2000/01, als er in der Eerste Divisie Stanley Brard ablöste; in dieser Saison konnte er den Club auf Platz 16 knapp vor dem Abstieg bewahren. In der folgenden Saison übernahm sein Mannschaftskamerad aus Oranje-Zeiten, Rinus Israël, den Trainerjob.

## Abseits des Spielfeldes
De Zoete hatte eine Praxis für Physiotherapie in Den Haag. Er gehörte dem Mitgliederrat seines Stammvereins ADO Den Haag an.